# Broken-Hearted Girl
Broken-Hearted Girl ist ein R&B-Song der US-amerikanischen Sängerin Beyoncé, der im November 2008 erschien.

## Entstehung und Veröffentlichung
Geschrieben und produziert wurde das Lied von der Interpretin selbst, zusammen mit Mikkel Eriksen und Tor Hermansen von Stargate. Beim Schreibprozess bekamen sie Unterstützung durch Kenneth Edmonds (Babyface).
Die Erstveröffentlichung von Broken-Hearted Girl erfolgte am 14. November 2008 als Teil von I Am ... Sasha Fierce bei Columbia Records (Katalognummer: 88697 194922). Am 28. August 2009 erschien das Lied als siebte Singleauskopplung aus dem Album. Diese erschien als 2-Track-Single zum Download und als CD, mit einem Remix als B-Seite (Katalognummer: 88697 58644 2). Am 20. November 2009 erschien eine 2-Track-Single mit einem „Extended Remix“ zu Video Phone als B-Seite, unter der Mitwirkung von Lady Gaga (Katalognummer: 88697 627082).

## Musikvideo
Das Musikvideo zur Single Broken-Hearted Girl wurde von Sophie Muller produziert. Es wurde an einem Strand in Malibu (Kalifornien) gefilmt. Im Video erinnert sich die Protagonistin an die gute Zeiten mit ihrem Freund am Strand und daran, wie glücklich sie waren.

## Kommerzieller Erfolg

### Chartplatzierungen
Broken-Hearted Girl avancierte zum Charthit in Australien und Deutschland (je Rang 14), dem Vereinigten Königreich (Rang 27), Österreich (Rang 38) oder auch der Schweiz (Rang 62).
| ChartsChartplatzierungen     | Höchstplatzierung | Wochen |
| ---------------------------- | ----------------- | ------ |
| Deutschland (GfK)            | 14 (12 Wo.)       | 12     |
| Österreich (Ö3)              | 38 (12 Wo.)       | 12     |
| Schweiz (IFPI)               | 62 (3 Wo.)        | 3      |
| Vereinigtes Königreich (OCC) | 27 (12 Wo.)       | 12     |

### Auszeichnungen für Musikverkäufe
| Land/Region                  | Auszeichnungen für Musikverkäufe (Land/Region, Auszeichnung, Verkäufe) | Verkäufe  |
| ---------------------------- | ---------------------------------------------------------------------- | --------- |
| Australien (ARIA)            | Platin                                                                 | 70.000    |
| Brasilien (PMB)              | Platin                                                                 | 60.000    |
| Neuseeland (RMNZ)            | Gold                                                                   | 15.000    |
| Südkorea (KMCA)              | —                                                                      | 68.979    |
| Vereinigte Staaten (RIAA)    | Gold                                                                   | 500.000   |
| Vereinigtes Königreich (BPI) | Gold                                                                   | 400.000   |
| Insgesamt                    | 3× Gold · 2× Platin ·                                                  | 1.113.979 |

Hauptartikel: Beyoncé/Auszeichnungen für Musikverkäufe